# Lanús (partido)
Partido de Lanús (Partido de Lanús) is een gemeente (partido) in de Argentijnse provincie Buenos Aires. Bij de volkstelling van 2022 had Lanús 461.267 inwoners. De gemeente is onderdeel van de agglomeratie  Gran Buenos Aires.

## Plaatsen in partido Lanús
- Barrio Santa Teresita
- Gerli
- Lanús
- Lanús Este
- Lanús Oeste
- Monte Chingolo
- Remedios Escalada de San Martín
- Valentín Alsina
- Villa Caraza
- Villa Diamante
- Villa General Paz
- Villa Obrera